# Schloss Neuenhinzenhausen

Ansicht von Schloss Neuenhinzenhausen, angefertigt vom Kupferstecher Michael Wening

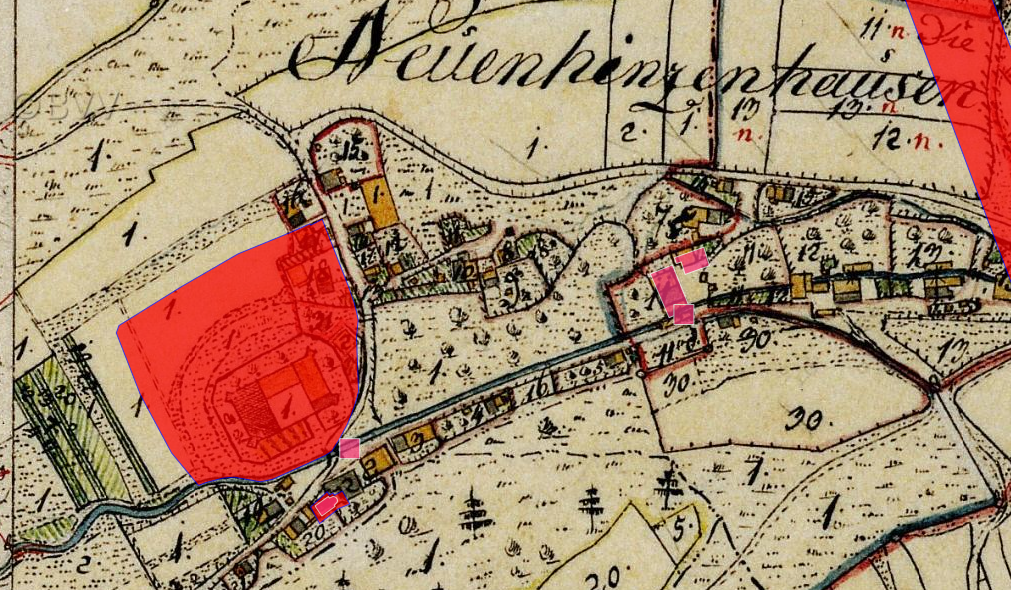
Lageplan von Schloss Neuenhinzenhausen auf dem Urkataster von Bayern

Schloss Neuenhinzenhausen war ein Wasserschloss in Neuenhinzenhausen, heute ein Ortsteil der Gemeinde Altmannstein im Schambachtal im oberbayerischen Landkreis Eichstätt, das vom 16. Jahrhundert bis 1866 existierte. Das Schloss war zuerst eine mittelalterliche Niederungsburg auf 395 m ü. NHN 60 m nordwestlich der Filialkirche St. Walburga von Neuenhinzenhausen, einem Ortsteil des   Marktes Altmannstein im Landkreis Eichstätt von Bayern.

## Geschichte
Im Jahre 1353 wurde das Geschlecht der „Hinzenhauser“ erstmals urkundlich erwähnt. Deren erster Sitz, die Burg Altenhinzenhausen, befand sich jedoch fünf Kilometer nördlich vom Standort des Schlosses Neuenhinzenhausen. Erst in der Mitte des 16. Jahrhunderts wurde das Wasserschloss, das Neuenhinzenhausen genannt wurde, als neuer Sitz der Herren von Hinzenhausen erbaut. Von 1557 bis 1780 waren die Muggenthaler Eigentümer des Schlosses, nachdem einige Zeit die Familie Fitzing das Schloss besessen hatte. Den Dreißigjährigen Krieg überstand das Schloss unbeschädigt, da der Jäger Johann Schneeberger mit einigen bewaffneten Helfern die schwedischen Soldaten von der Zerstörung des Schlosses abgehalten hatte. Als die Muggenthaler ausgestorben waren, wurde die Familie De Bassus Besitzer des Wasserschlosses. Dominicus Bassus besaß auch Sandersdorf und seine Nachfolger auch Eggersberg und Tachenstein. Auf sie folgte die Familie von Labrique und dann die Freiherrn von Schacky. 1866 wurde das Schloss wegen Baufälligkeit abgerissen. Dabei verwendeten die Einwohner Neuenhinzenhausens die Überreste des Gebäudes als Baumaterial für ihre Häuser. In der Mitte des 20. Jahrhunderts wurden die Wassergräben eingeebnet.

## Beschreibung
Das imposante Wasserschloss aus dem 17. Jahrhundert besaß drei Stockwerke und war mit Ecktürmen mit barocken  Turmhauben ausgestattet; ein ringförmiger Wassergraben mit einer Breite bis zu 18 m umgab das Schloss. Die Anlage hatte in Nord-Süd-Richtung eine Ausdehnung von ca. 110 m, in Ost-West-Richtung von 120 m. Der Burgstall lag nördlich des Schambachs.